# Belippa
Belippa is een geslacht van vlinders van de familie slakrupsvlinders (Limacodidae).

## Soorten
- B. cyanopasta Hampson, 1910
- B. horrida Walker, 1865
- B. thoracica (Moore, 1879)